# Лемна (Комо)
Лемна је насеље у Италији у округу Комо, региону Ломбардија.
Према процени из 2011. у насељу је живело 282 становника. Насеље се налази на надморској висини од 548 м.